# Tabbouleh

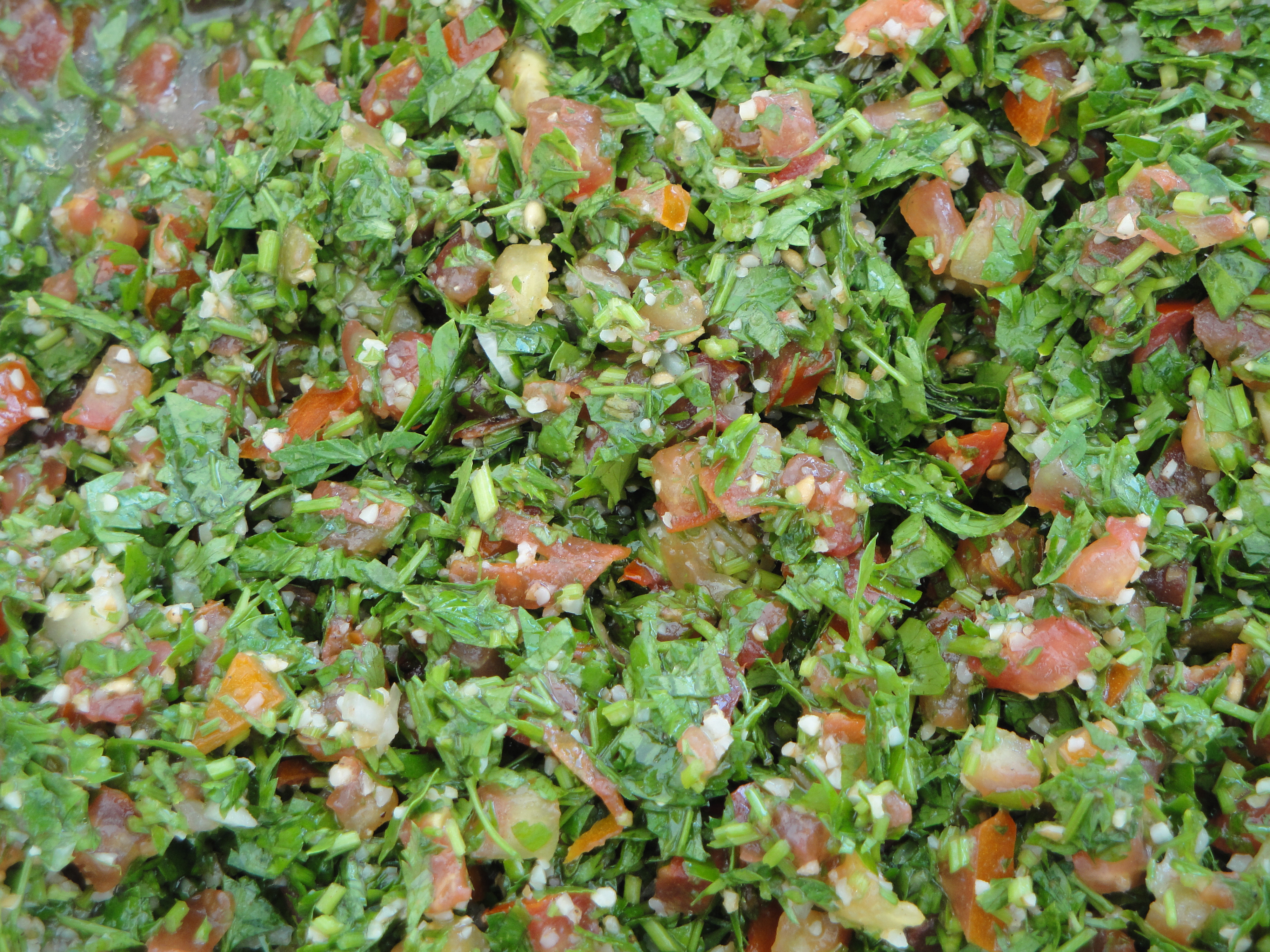
Tabbouleh

Tabbouleh (arabiska: تبولة tabūlah, ibland kallat taboulé på svenska) är en sallad med ursprung i Levanten (främst de libanesiska och syriska bergen). Det är en persiljesallad, gjord på persilja, färska tomater, lök, olivolja, bulgurvete eller couscousgryn, pressad citron och kryddor. Ibland förekommer även tärnad gurka och mynta i salladen.
Tabbouleh är en standardrätt i libanesisk meze, men är även mycket vanligt förekommande i andra delar av Mellanöstern. Den är även populär i Frankrike (där känd som taboulé), där den på grund av sitt låga pris och sin matighet ofta förekommer som förrätt på de franska universitetsrestaurangerna.